# العوامر قبلي
قرية العوامر قبلي هي إحدى القرى التابعة لمركز جرجا بمحافظة سوهاج في جمهورية مصر العربية. حسب إحصاءات سنة 2006، بلغ إجمالي السكان في العوامر قبلي 2987 نسمة، منهم 1497 رجل و1490 امرأة.